# Sloanea cavicola
Sloanea cavicola är en tvåhjärtbladig växtart som beskrevs av J.A. Steyermark. Sloanea cavicola ingår i släktet Sloanea och familjen Elaeocarpaceae. Inga underarter finns listade i Catalogue of Life.